# 데이비드 래시
데이비드 래시(David Rasche, 1944년 8월 7일 ~ )는 미국의 배우이다.

## 출연 작품
- 센티넬 - 대통령 역
- 스왈로우 - 마이클 역